# モニター (ウガンダの新聞)
『モニター』は、アーガー・ハーン4世の所有するケニアのナイロビに本社を置くネーション・メディア・グループ系（株式の約60%を保有）のモニター出版社の発行するウガンダの日刊英字新聞。ウガンダでは『デイリーモニター』と日曜紙『サンデーモニター』などを発行している。商業紙であるため国営紙の『ニュービジョン』と比較すると編集の独立が保たれているが、ヨウェリ・ムセベニの対立候補となったキイザ・ベシジェ (Kizza Besigye) の裁判の弁護費用の支援の広告の掲載に対して家宅捜索を受けるなど、ウガンダでは特に政治面で報道の自由が乏しく、また毎年の営業許可料が高額であることが他社の経済的な参入障壁となっている。ネーションメディアグループはケニアの有力紙『デイリーネーション』 (Daily Nation) も発行している。

## 脚註
1. ↑  Freedom of the Press - Uganda (2006), Freedom House, 27 April 2006.